# لوروا جورج
لوروا جورج (بالهولندية: Leroy George)‏ (21 أبريل 1987 باراماريبو سورينام - ) هو لاعب كرة قدم هولندي يلعب كلاعب جناح لعب سابقاً في نادي بني ياس.

## وصلات خارجية
لوروا جورج على موقع اتحاد تركيا (لاعب) (الإنجليزية)
- لوروا جورج على موقع قاعدة بيانات كرة القدم.إي يو (الإنجليزية)
- لوروا جورج على موقع Soccerway.com (الإنجليزية)
- لوروا جورج على موقع عالم كرة القدم.نت (الإنجليزية)